# コクカイビゼンクラゲ
コクカイビゼンクラゲ（Rhizostoma pulmoリゾストマ・パルモ）は、根口クラゲ目リゾストマ属のクラゲの一種。
ビゼンクラゲ属には含まれない。

## 概要
最大150センチメートルでキタユウレイクラゲとエチゼンクラゲと並んで巨大。北東大西洋、アドリア海、地中海、黒海、アゾフ海で見られる。また、南アフリカ西部沖の南大西洋からフォールス湾に至ることも知られる。
傘の淵が黒いのと、触手に青みがかかっているのが特徴。
中程度の毒だが、他の種ほどの致命的ではない。
オサガメの好物でもある。
アジアでは、伝統的な食品や医薬品に使用される生理活性化合物の供給源になっている。